# Jordi (album)
Jordi – siódmy album studyjny amerykańskiego zespołu Maroon 5. Został wydany 11 czerwca 2021 roku przez wytwórnie płytowe Interscope Records i 222 Records. 
Album został nazwany pseudonimem zmarłego w 2017 roku, menedżera zespołu Jordana Feldsteina. Krążek otrzymał ogólnie negatywne recenzje od krytyków. Jordi to pierwszy album zespołu wydany po odejściu basisty Michaela Maddena, który opuścił grupę w 2020 roku z powodu aresztowania pod zarzutem przemocy domowej. Jednak jego grę na basie można usłyszeć w trzech utworachː „Can't Leave You Alone” i obu wersjach głównego singla albumu „Memories”.

## Lista utworów
| Edycja standardowa | Edycja standardowa                         | Edycja standardowa | Edycja standardowa                                   | Edycja standardowa |
| Nr                 | Tytuł utworu                               | Autorzy | Produkcja                                            | Długość            |
| ------------------ | ------------------------------------------ | --- | ---------------------------------------------------- | ------------------ |
| 1.                 | „Beautiful Mistakes” (Megan Thee Stallion) | Adam Levine, Jacob Kasher Hindlin, Blackbear, Andrew Goldstein, Joseph Kirkland, Megan Thee Stallion                       | Goldstein, Blackbear                                 | 3:47               |
| 2.                 | „Lost”                                     | Levine, Hindlin, Michael Pollack, Jonathan Bellion, Jordan K. Johnson, Stefan Johnson, Alexander Izquierdo                 | The Monsters & Strangerz                             | 2:52               |
| 3.                 | „Echo” (Blackbear)                         | Levine, Blackbear, Michael Pollack, Jake Torrey, Samuel Romans, Cirkut                                                     | Cirkut, Goldstein, Romans                            | 2:58               |
| 4.                 | „Lovesick”                                 | Levine, Gabriel Simon, Hindlin, Goldstein, Mikky Ekko                                                                      | Golstein                                             | 3:05               |
| 5.                 | „Remedy” (Stevie Nicks)                    | Levine, Starrah, Boi-1da, Milos Angelov, Jahaan Sweet, John DeBold                                                         | Boi-1da, Sweet, TBHits                               | 2:29               |
| 6.                 | „Seasons”                                  | Levine, Tyshane Thompson, Giorgio Ligeon, Nathan Butts, Blake Slatkin, Keegan Bach, Tree Hawkins                           | Keegan Bach, Blake Slatikin                          | 2:48               |
| 7.                 | „One Light” (Bantu)                        | Levine, Tinashe Sibanda, Kirsten Urbas, Cameron Breithaupt, Miles Breithaupt, Hindlin, Ant Clemons, Cirkut, Philip Kembo   | Cirkut, Stermstyle                                   | 3:34               |
| 8.                 | „Convince Me Otherwise” (H.E.R.)           | Levine, Lennon Kloser, Jerry Edouard, Hindlin, Cirkut, H.E.R.                                                              | Cirkut                                               | 3:07               |
| 9.                 | „Nobody’s Love”                            | Levine, Hindlin, Ryan Ogren, Pollack, Nija Charles, Rosina Russell, B HAM, Kareen Lomax, Jordan K. Johnson, Stefan Johnson | The Monsters and the Strangerz, Ogren, B HAM, German | 3:31               |
| 10.                | „Can’t Leave You Alone” (Juice WRLD)       | Levine, Hindlin, Andrew Watt, Louis Bell, Juice WRLD                                                                       | Louis Bell, Watt                                     | 3:16               |
| 11.                | „Memories”                                 | Levine, Hindlin, Jon Bellion, Pollack, S. Johnson, J. Johnson, Vincent Ford                                                | Levine, The Monsters & Strangerz                     | 3:09               |
| 12.                | „Memories (Remix)” (Nipsey Hussle, YG)     | Levine, Ermias Asghedom, Keenon Jackson, Hindlin, Bellion, Pollack, S. Johnson, J. Johnson, Ford                           | Levine, The Monsters & Strangerz                     | 3:09               |
|                    |                                            | |                                                      | 37:45              |

## Notowania i certyfikaty
| Lista przebojów (2021)             | Najwyższa pozycja |
| ---------------------------------- | ----------------- |
| Australia (ARIA Charts)            | 11                |
| Austria (Ö3 Austria Top 40)        | 33                |
| Belgia (Ultratop Flandria)         | 31                |
| Belgia (Ultratop Walonia)          | 16                |
| Dania (Album Top-40)               | 18                |
| Francja (SNEP)                     | 25                |
| Hiszpania (PROMUSICAE)             | 11                |
| Holandia (MegaCharts)              | 25                |
| Irlandia (IRMA)                    | 35                |
| Japonia (Oricon)                   | 25                |
| Kanada (Billboard Canadian Albums) | 8                 |
| Litwa (AGATA)                      | 34                |
| Niemcy (Media Control Charts)      | 39                |
| Norwegia (VG-Lista)                | 12                |
| Nowa Zelandia (Recorded Music NZ)  | 18                |
| Portugalia (AFP)                   | 44                |
| Szwajcaria (Alben Top 100)         | 10                |
| USA (Billboard 200)                | 8                 |
| Wielka Brytania (OCC)              | 19                |
| Włochy (FIMI)                      | 40                |

| Kraj                     | Certyfikat  | Sprzedaż |
| ------------------------ | ----------- | -------- |
| Polska (ZPAV)            | złota płyta | 10 000+  |
| Stany Zjednoczone (RIAA) | złota płyta | 500 000+ |